# Bun an Churraigh
Bun an Churraigh (en anglès Bunacurry) és una vila d'Irlanda, a la gaeltacht al nord de l'illa d'Achill del comtat de Mayo, a la província de Connacht. La vila té una escola nacional i una església catòlica que havia estat un monestir. A la vila hi ha també el Bunnacurry Business Park, amb les cases Achill Turbot i Western Woodcraft, i un nombre de B & Bs.
Està unida a Irlanda perla carretera regional R319 i amb la línia 440 del Bus Éireann. Té com a viles veïnes Dún Ibhir, Askill, Tóin an tSeanbhaile i An Caiseal.